# Fiebrigella albidipennis
Fiebrigella albidipennis är en tvåvingeart som först beskrevs av Gabriel Strobl 1893.  Fiebrigella albidipennis ingår i släktet Fiebrigella och familjen fritflugor. Inga underarter finns listade i Catalogue of Life.